# Megalospora caraibica
Megalospora caraibica är en lavart som beskrevs av Lücking. Megalospora caraibica ingår i släktet Megalospora och familjen Megalosporaceae.   Inga underarter finns listade i Catalogue of Life.